# European Regions Airline Association
L'Association des compagnies aériennes des régions européennes est une association commerciale de compagnies aériennes régionales européennes et d'entreprises associées. Elle a été fondée sous le nom d' European Regional Airlines Association en 1980, par un petit nombre de compagnies aériennes de banlieue.  L'association est enregistrée en Angleterre et au Pays de Galles. 

## L'histoire
L'Association des compagnies aériennes des régions européennes a été fondée en 1980 en tant qu'association européenne des compagnies aériennes régionales, par un petit nombre de compagnies aériennes de banlieue .   L'association est enregistrée en tant que société anonyme en Angleterre et au Pays de Galles, avec un bureau à Bruxelles, en Belgique. 

## Prix
L'association décerne un prix annuel régional de l' "Aéroport de l'année", qui a été décerné en 2016 à l'aéroport de Southampton, dans le Hampshire, dans le sud de l'Angleterre. 